# Isotes peruana
Isotes peruana es una especie de insecto coleóptero de la familia Chrysomelidae.
Fue descrita científicamente en 1878 por Martin Jacoby.